# 167. Infanterie-Division (Wehrmacht)
Die 167. Infanterie-Division war ein Großverband des Heeres der deutschen Wehrmacht im Zweiten Weltkrieg.

## Einsatzgebiete
- Deutschland: Dezember 1939 bis Mai 1940
- Frankreich: Juni 1940 bis Februar 1941
- Deutschland: März bis Mai 1941
- Ostfront, Zentralabschnitt: Juni 1941 bis April 1942
- Niederlande: Mai 1942 bis Februar 1943
- Ostfront, Südabschnitt: März 1943 bis Februar 1944

## Geschichte

### Aufstellung
Die Division wurde ab dem 26. November 1939 im Wehrkreis VII im Rahmen der 7. Aufstellungswelle aufgestellt. Die Ersatzgestellung erfolgte in Kempten und Bad Reichenhall. Im Januar 1940 erhielt sie ihre Sollstärke durch Eingliederung der Feldersatz-Bataillone 7, 27 und 34.

### Westfeldzug
Nach kurzem Einsatz im Westfeldzug im Verband der 1. Armee blieb die Division als Besatzungstruppe im Westen. Danach wurde sie in den Wehrkreis VII zurückverlegt und von dort im Juni 1941 in das Generalgouvernement in den Verband der 4. Armee der Heeresgruppe Mitte.

### Unternehmen Barbarossa
Ab dem 22. Juni 1941 nahm die 167. Inf.-Div. am Russlandfeldzug teil, der sie über Pinsk, Bobruisk, Jelnja, Brjansk in den Raum von Orel führte, wo sie unter Führung der 2. Panzerarmee schwere Winterkämpfe erlebte und starke Verluste erlitt.

### Auffrischung Niederlande 1942
Zur Auffrischung wurde die Division Ende April 1942 in die Niederlande verlegt, wo sie unter dem Oberbefehlshaber West wieder auf Sollstärke gebracht und neu ausgebildet wurde.

### Heeresgruppe Süd
Anfang März 1943 wurde die Division dann zur Heeresgruppe Süd in den Raum Charkow verlegt, wo sie bis in den August 1943 hinein eingesetzt wurde, zuerst dem II. SS-Panzerkorps, dann dem XXXXVIII. Panzerkorps in der 4. Panzerarmee.

### Divisionskampfgruppe 167
Nach schweren Verlusten führte sie das OKH nur noch als „Kampfgruppe“. Diese ging im Rahmen der 8. Armee über den Dnjepr, der als „Ostwall“ dauerhaft verteidigt werden sollte. Sowohl bei Tscherkassy als auch bei Krementschug stand die „Kampfgruppe 167. Inf.-Div.“ in ständigen Abwehrkämpfen. 

### Auflösung
Am 1. Februar 1944 erfolgte dann aufgrund der schweren Verluste und fehlender Ersatzgestellung die Auflösung der Division, deren infanteristische Reste und zwei der ehemals vier Artillerieabteilungen als sog. „Divisionsgruppe 167“ der ebenfalls bayerischen 376. Inf.-Div. zugeteilt wurden, die wiederum im August 1944 in Rumänien vernichtet wurde.

## 167. Volksgrenadier-Division

### Aufstellung
Ab dem 2. September 1944 befand sich die sog. „Schattendiv. Niedergörsdorf“ in der Aufstellung auf dem Truppenübungsplatz Döllersheim im Wehrkreis XVII. Die Reste der in Frankreich vernichteten 17. Felddiv. (L) wurden dabei mitverwendet. Am 25. Oktober 1944 wurde dieser Verband in 167. Volksgrenadier-Division umbenannt und dem Wehrkreis VII zugeteilt.

### Ardennenoffensive
Die Division wurde Mitte Dezember 1944 an die Westfront verlegt und kam am Ende Dezember 1944 bei Bastogne zu ihrem ersten Einsatz. Nach der Eroberung von Lutrebois am 30. Dezember 1944, musste sich die Division, gegen Angriffe mehrerer amerikanischer Divisionen, immer weiter aus ihren Stellungen bei Lutrebois und Wardin zurückziehen. Nach dem Verlust von Oberwampach am 17. Januar 1945 zog sich die Division bis zum 20. Januar 1945 aus den Ardennen zurück. 

### Vernichtung
Ihre Vernichtung erfolgte Ende März 1945 bei Rückzug über den Rhein. 

### Verwendung der Reste der Division
Der Divisionsstab fand noch Verwendung zur Aufstellung der Division Scharnhorst.

## Kommandeure
| Dienstzeit                            | Dienstgrad      | Name                     |
| ------------------------------------- | --------------- | ------------------------ |
| 1. Dezember 1939 bis 10. Januar 1940  | Generalleutnant | Martin Gilbert           |
| 10. Januar bis 1. Mai 1940            | Generalleutnant | Oskar Vogl               |
| 1. Mai 1940 bis 1. August 1941        | Generalleutnant | Hans Schönhärl           |
| 1. bis 11. August 1941                | Generalleutnant | Werner Schartow          |
| 11. August 1941 bis 25. November 1943 | Generalleutnant | Wolf-Günther Trierenberg |
| 25. November 1943 bis unbekannt       | Generalmajor    | Hans Hüttner             |

## Gliederung
| 1939                             | 1940                       | 1943                             | 1944                             |
| -------------------------------- | -------------------------- | -------------------------------- | -------------------------------- |
| Infanterie-Regiment 315          | Infanterie-Regiment 315    | Grenadier-Regiment 315           | Grenadier-Regiment 331           |
| Infanterie-Regiment 331          | Infanterie-Regiment 331    | Divisionsgruppe 331              | Grenadier-Regiment 339           |
| Infanterie-Regiment 339          | Grenadier-Regiment 339     | –                                | Grenadier-Regiment 387           |
| –                                | –                          | Feldersatz-Bataillon 238         | Feldersatz-Bataillon 167         |
| –                                | –                          | Divisions-Füsilier-Bataillon 167 | Divisions-Füsilier-Bataillon 167 |
| leichte Artillerie-Abteilung 238 | Artillerie-Regiment 238    | Artillerie-Regiment 238          | Artillerie-Regiment 167          |
| –                                | Panzerabwehr-Abteilung 238 | Panzerjäger-Abteilung 238        | Panzerjäger-Abteilung 167        |
| –                                | Pionier-Bataillon 238      | Pionier-Bataillon 238            | Pionier-Bataillon 167            |
| –                                | Nachrichten-Abteilung 238  | Nachrichten-Abteilung 238        | Nachrichten-Abteilung 167        |
| –                                | Versorgungseinheiten 238   | Versorgungseinheiten 238         | Versorgungseinheiten 167         |